# Североафриканский тур
Североафриканский тур (лат. Bos primigenius africanus) — подвид тура — вымершего млекопитающего из подсемейства Bovinae.

## Описание
Североафриканский тур относился к крупному рогатому скоту. Появился в Северной Африки, который, путем одомашнивания, сохраняет часть своего генетического потока в некоторых не-зебоидных породах современного африканского домашнего скота. С первого тысячелетия до нашей эры известно, что из уже одомашненного Магриба он был завезен на Пиренейский полуостров через Гибралтарский пролив, поэтому, возможно, он также генетически способствовал некоторым породам крупного рогатого скота полуострова. Дикая разновидность вымерла до Средневековья. Еще до римских времён он вымер в более урбанизированных районах побережья Африканского Средиземноморья. Он постепенно исчезал из-за охоты, отступления лесов, в которых он жил, вызванного пожарами, вырубкой леса для сельского хозяйства и выпаса домашнего скота. С составе вида тура были выделены три подвида были признаны для uro. Североафриканский тур обитал в лесах и зарослях Северной Африки. Он происходил из популяций подвидов, обитающих на Ближнем Востоке, которые имели митохондриальный гаплотип «Т», «мужской половой гаплотип Y2» и которые отвечают за большую часть генетического потока современного европейского домашнего скота. Африканский подвид генетически расходится с подвидами, которые обитали на Ближнем Востоке около 25000 лет назад, поэтому он развивался отдельно в течение 15000 лет, пока некоторые экземпляры не были одомашнены. Некоторые дикие экземпляры были одомашнены 9000 лет назад, что привело к появлению не-зебоидных пород современного африканского домашнего скота.
Возможно, среди его врагов-хищников были лев (Panthera leo), леопард (Panthera pardus), волк (Canis lupus) и атласский бурый медведь (Ursus arctos crowtheri).

## Таксономия
Североафриканский тур был морфологически очень похож на евразийский подвид, поэтому этот таксон особенно поддерживается в биогеографическом смысле. Нет никаких доказательств того, что эти подвиды были генетически различны; но, возможно, африканский таксон имел в качестве основной отличительной черты седлообразную форму спины.